# Yuri Ahronovitch
Yuri Mikhaylovich Ahronovitch (Юрий Михайлович Аронович) (13 de mayo de 1932 – 31 de octubre de 2002) fue un director de orquesta judío, nacido y formado en la Unión Soviética. 

## Trayectoria
Nacido en Leningrado, estudió música y violín desde los 4 años. En 1954 se graduó como director de orquesta en el Conservatorio de Leningrado. Estudió con Nathan Rachlin y Kurt Sanderling. Después pudo dirigir las principales orquestas rusas, incluida la Filarmónica de Leningrado y la del Teatro Bolshoi.
Después de dirigir en Petrozavodsk y Sarátov, fue asignado a la Orquesta Sinfónica de Yaroslavl de 1956 a 1964, interpretando ciclos sinfónicos de Beethoven y Chaikovski junto con la música soviética como las obras de Aram Khachaturian y Tikhon Khrennikov.
En 1964 fue nombrado Director Titular de la Orquesta Sinfónica del Ministerio de Cultura de la URSS y trabajó allí hasta que emigró a Israel en 1972.
Sus grabaciones para Melodiya, en particular de la Primera Sinfonía de Shostakovich, fueron bien recibidas en Occidente.
Tuvo invitaciones para dirigir y realizar giras con las principales orquestas: la Orquesta Sinfónica de Londres, la Filarmónica de Israel, la Orquesta Sinfónica de Viena, la Orquesta Sinfónica Yomiuri Nippon, la del Teatro Alla Scala y otras.
De 1975 a 1986 fue Director Titular de la Orquesta Filarmónica de Colonia (Orquesta Gürzenich de Colonia) y de 1982 a 1987 Director Titular de la Orquesta Filarmónica de Estocolmo. Simultáneamente, Yuri Ahronovitch también fue director de ópera. Dirigió en la Royal Opera House Covent Garden de Londres, la Lyric Opera en Chicago, importantes teatros de ópera italianos y la Orquesta Sinfónica Siciliana, la Royal Opera en Estocolmo, la Ópera de Colonia, la Ópera Estatal de Baviera en Múnich. Hizo una serie de grabaciones de estrenos, principalmente con la Sinfónica de Londres, la Filarmónica de Estocolmo y la Orquesta Sinfónica de Viena.
Yuri Ahronovitch fue miembro de la Real Academia Sueca de Música desde 1984, y en 1987 fue condecorado por el Rey de Suecia como "Comandante de la Real Orden de la Estrella Polar".
En 1988 en Jerusalén fue galardonado con el "Premio Ettinger de las Artes". En Italia, Yuri Ahronovitch fue galardonado con el premio "Arca d'Oro 1991" por el principal periódico italiano La Stampa y la Universidad de Turín. Yuri Ahronovitch dirigió en numerosos festivales de música internacionales, como los de Bergen, Bregenz, Islas Canarias, Florida, Israel, Locarno, Luzerna, Múnich, Savonnlina, Spoleto, Stresa y Verona. Dirigió su último concierto con la Orquesta de París en octubre de 2002.

## Discografía seleccionada
- Rajmáninov - Los conciertos para piano y la rapsodia de Paganini
- Shostakóvich - Sinfonía n.º 1
- Jachaturián - Orquesta de la Academia de Santa Cecilia
- Chaikovski - Obertura de 1812, Marcha Slava, Romeo y Julieta/London Symphony Orchestra (MCA Classics); Manfred Symphony/Orquesta Sinfónica de Londres (Deutsche Grammophon)